# Yakovlev Yak-44
El Yakovlev Yak-44 (En ruso: Як-44) fue un proyecto de avión de Alerta temprana (AEW en inglés) propulsado por dos motores turboprop, pensado para ser usado en los super portaviones de la Clase Uliánovsk. El diseño de este avión es similar al del Grumman E-2 Hawkeye de la Armada de los Estados Unidos. Debido a la crisis y al posterior colapso de la Unión Soviética, el proyecto fue cancelado. Solo fue construida una maqueta conceptual. 

## Desarrollo y diseño

#### Historia inicial (1979)
A finales de los años 1970, la Armada Soviética adoptó un plan para construir un portaviones capaz de alojar grandes aparatos como el Sukhoi Su-33, en contraparte de los ya existentes portaviones de la Clase Kiev que solo podían alojar (en la época) helicópteros y aviones de despegue y aterrizaje vertical y corto (SVTOL en inglés) como el Yakovlev Yak-38 o el experimental Yakovlev Yak-141.
Como resultado de este ambicioso plan surgió el proyecto de la Clase Uliánovsk, el cual requeriría de, entre otros elementos aéreos, un avión de Alerta temprana y control aerotransportado. Para este proyecto, la oficina de diseño Yakovlev fue encargada a realizar el proyecto en 1979. Aunque el AEW fuera el principal rol de la aeronave, se planteó la posibilidad de que jugara funciones de Guerra antisubmarina o de transporte aéreo a portaviones (en inglés, carrier on-board delivery, COD).

#### Diseño
La disposición básica y el tamaño del diseño final del Yak-44 eran similares a los del Grumman E-2C que operaba en la misma función desde portaaviones estadounidenses, siendo un monoplano bimotor de ala alta con una cúpula de radar giratoria (rotodome) sobre el fuselaje del avión. El Yak-44 estaba diseñado para transportar mucho más combustible y, por tanto, era mucho más pesado. Los motores serían dos Progress D-27 de 14.000 CV cada uno, que moverían hélices contrarrotantes. La tripulación de cinco personas se alojaría en un fuselaje presurizado, mientras que la cúpula rotatoria del avión, que llevaba un radar de pulso-doppler NPO Vega, podía retraerse para reducir la altura del avión cuando se guardaba bajo cubierta en el hangar del portaaviones. Las alas del avión también se plegaban hacia arriba, mientras que la cola era doble. Las características del avión lo convertían en un aparato versátil, pues podía ejercer diversos roles en uno. 
El avión fue inicialmente pensado para soportar lanzamiento por catapulta y aterrizajes con cables de retención, aunque también fue ideado para poder usar las rampas de los portaviones del proyecto 1143.5, lo que más tarde se convertiría en la Clase Almirante Kuznetsov. 

#### Últimos años del proyecto (1991-1993)
En el año 1991 se construyó una maqueta prototipo del Yak-44, la cual fue aprobada con facilidad y mínimos cambios por la Armada Soviética. el colapso y posterior disolución de la Unión Soviética resultó en un retraso del programa, quedando el proyecto de la Clase Uliánovsk clausurado y desmontado, y el segundo ejemplar de la clase Clase Almirante Kuznetsov, el Varyag no llegó a ser completado. El programa del Yak-44 fue abandonado por la Armada de Rusia en 1993. Actualmente las tareas de dicho proyecto han sido absorbidas por el más grande Ilyushin Il-76 AEW o por el Antonov An-71. 

## Especificaciones
Características del Yak-44:
Características Generales
- Tripulación: 5
- Longitud: 20.39 m
- Wingspan: 25.7 m
- Altura: 7 m (23 ft 0 in)

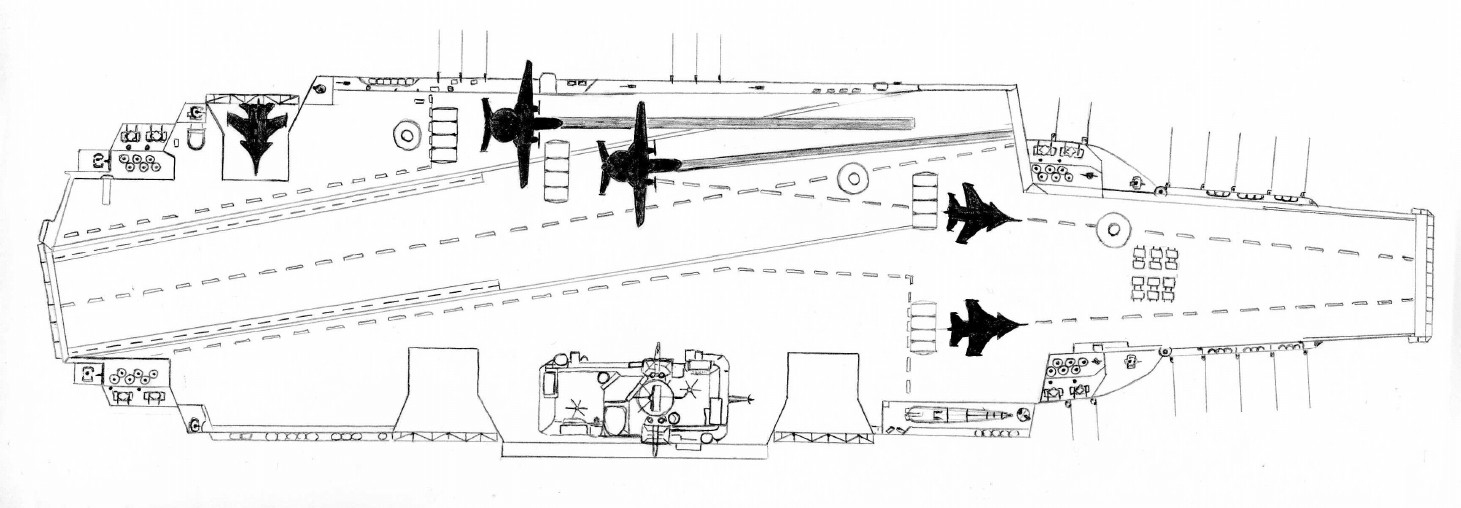
Aviones Yak-44 y Sukhoi Su-33 en la cubierta del Clase Uliánovsk

- Peso máximo al despegue: 40,000 kg
- Motor: 2 × Progress D-27 propfan, 10,290 kW
- Palas: 14-bladed SPE Aerosila SV-27
- Velocidad máxima: 740 km/h
- Alcance: 4,000 km
- Techo máximo de servicio: 13,000 m

## Aeronaves similares
- Embraer 145 AEW&C
- KJ-200
- Xian JZY-01/KJ-600
- CASA C-295 AEW
- Boeing E-3 Sentry
- Boeing E-767
- Fairey Gannet
- Hawker Siddeley P.139B